# 圣丽塔-迪伊比蒂波卡
圣丽塔-迪伊比蒂波卡是巴西米纳斯吉拉斯州的一个市镇。总面积324.07平方公里，总人口3747人，人口密度11.6人/平方公里。